# Tillergone Slope
Die Tillergone Slope (englisch für Ruderpinne-Verloren-Steigung) ist ein 2 km breiter glazialer Eishang im ostantarktischen Viktorialand. In der Convoy Range liegt er zwischen dem Dotson Ridge und dem Flagship Mountain. Gespeist wird er durch das Flight-Deck-Firnfeld.
Eine Mannschaft der von 1989 bis 1990 durchgeführten Kampagne des New Zealand Antarctic Research Programme gab ihm seinen Namen. Hintergrund der Benennung ist der Defekt an der Steuerung eines von ihr verwendeten Motorschlittens in diesem Gebiet.